# 盐场路街道
盐场路街道，是中华人民共和国甘肃省兰州市城关区下辖的一个乡镇级行政单位。

## 行政区划
盐场路街道下辖以下地区：
穆柯寨社区、小沟坪社区、盐场堡社区、盐场堡村社区、上川村社区、草场街村社区、亭子村社区和石门沟村。